# ザ・ストロークス
ザ・ストロークス（The Strokes）は、アメリカ合衆国ニューヨーク出身のロックバンド。メンバーはジュリアン・カサブランカス、ニック・ヴァレンシ、アルバート・ハモンドJr.、ニコライ・フレイチュア、ファブリツィオ・モレッティの5人。

## 略歴

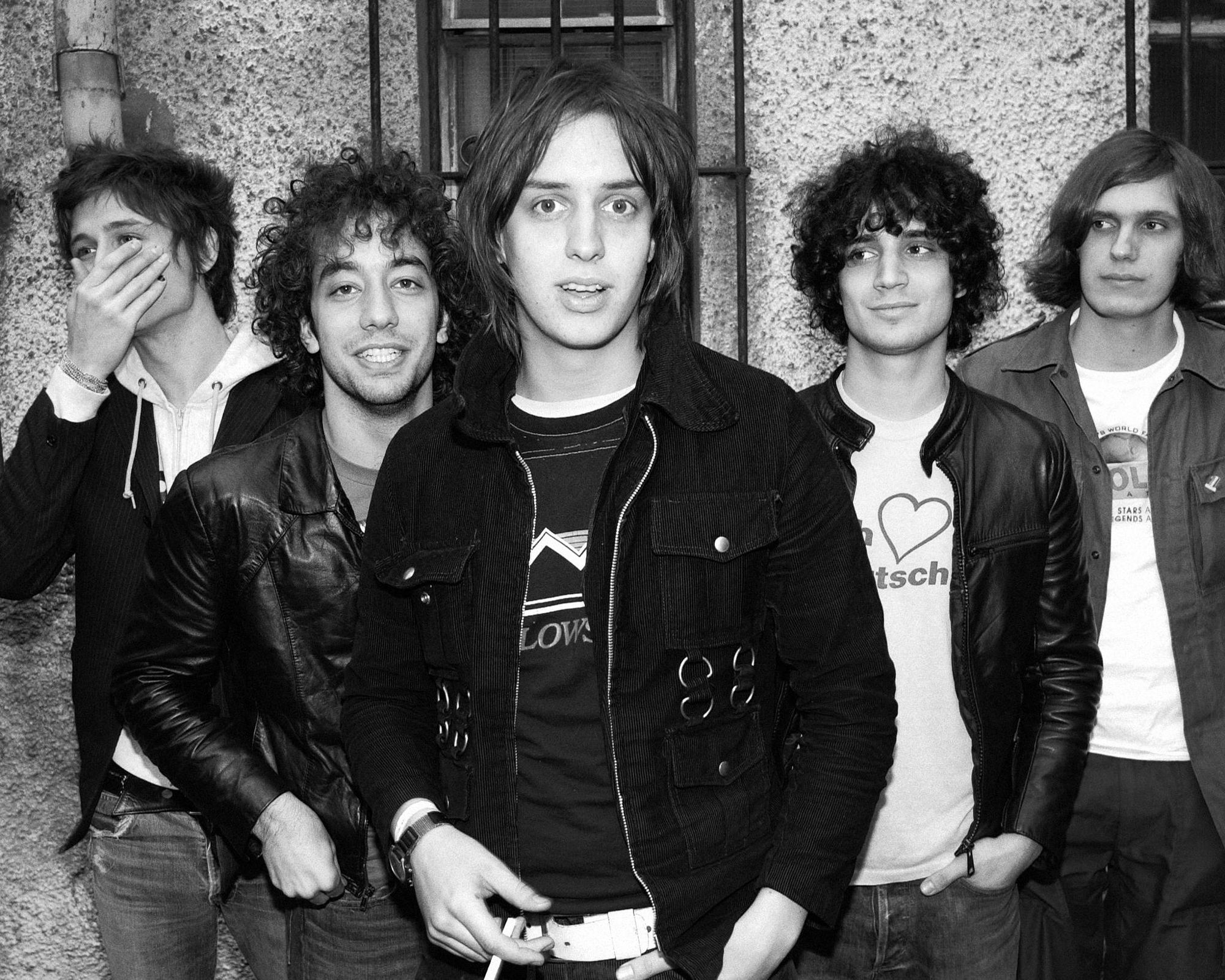
ザ・ストロークス（2002年）

1999年、NYのアッパーウェストサイドにある上流階級や富裕層の子弟が通う学校で、幼馴染で一緒にバンドをやっていたジュリアンとニコライのコンビに、ニックとファブのこちらも幼馴染コンビが出会う。そこに、ジュリアンのル・ロゼでの友人でLAからニューヨーク大学に映画の勉強にやってきていたアルバートが加わり、ザ・ストロークスが結成された。
2001年、イギリスのラフ・トレードにデモ・テープを送り、契約に至る。3曲入りのEP『ザ・モダン・エイジ』（The Modern Age）を発表。これがきっかけでイギリスで人気が爆発。音楽誌はこぞって“NEXT BIG THING”として取り上げる。同年8月にデビューアルバム『イズ・ディス・イット』（Is This It）を発売し、全世界でヒットさせる。
2002年、2月に初の来日公演を行う。チケットは即日完売となり、会場によっては当初より大きい会場に変更されるハプニングもあった。
2003年、2ndアルバム『ルーム・オン・ファイア』（Room on Fire）を発表する。「12:51」、「レプティリア」（Reptilia）がヒットし、人気を確かなものとする。8月にはサマーソニックに出演。
2006年、3rdアルバム『ファースト・インプレッションズ・オブ・アース』（First Impressions of Earth）を発表。この年のフジロックフェスティバルではヘッドライナーを務めた。
2011年、4thアルバム『アングルズ』（Angles）を発表。この年のサマーソニックでヘッドライナーを務めた。
2013年、5thアルバム『カムダウン・マシーン』（Comedown Machine）を発表。
2016年、4曲入りのEP『フューチャー・プレゼント・パスト』（Future Present Past）を発表。
2020年、6thアルバム『ザ・ニュー・アブノーマル』（The New Abnormal）を発表。第63回グラミー賞で最優秀ロック・アルバム賞を受賞し、キャリア初のグラミー賞受賞となった。

## 評価

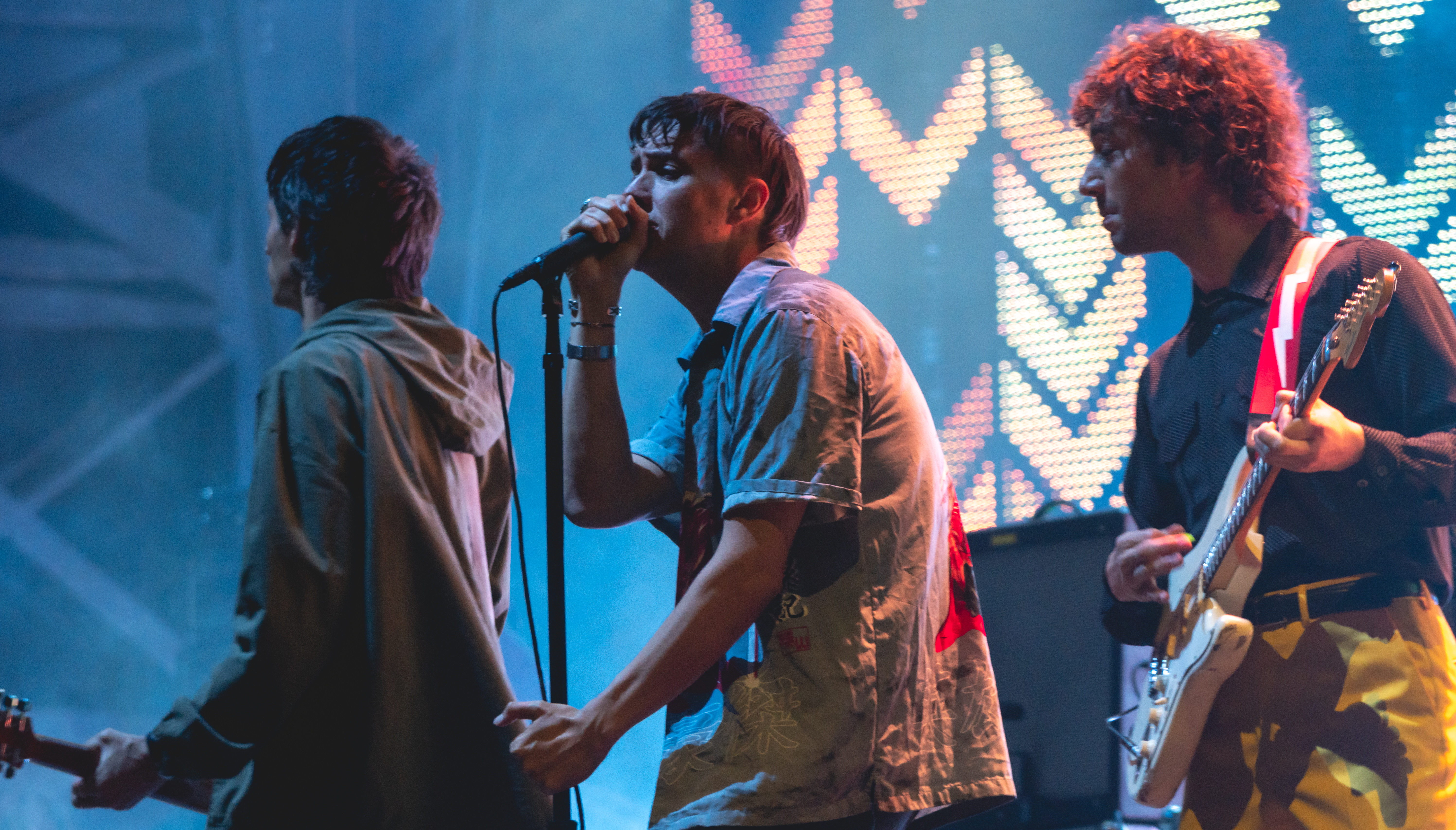
ライブでのストロークス（2019年）

1960年代前後のガレージロックサウンドを彷彿とさせ、ザ・ホワイト・ストライプスと共にガレージロック・リバイバルの代表格として有名である。しかしその音楽性はストライプスとは大きく異なり、都会的で洗練された曲調が持ち味。同じく出自がニューヨークであり、そのアンダーグラウンドで活躍して後のロックに多大な影響を与えたヴェルヴェット・アンダーグラウンドやテレヴィジョンといったバンドと似た雰囲気を持っていると評価されるが、メンバーは特に影響を受けていないという。

### ロックンロール・リバイバルの旗手
2000年代に差し掛かった当時、アメリカではヒップホップやR&Bなどの黒人音楽勢やラップメタル/ヘヴィロックが、イギリスではレディオヘッドやコールドプレイなどの陰鬱な雰囲気を持った、およそ陽性なロックンロールとは相容れないアーティスト達がそれぞれセールスを伸ばして隆盛していた。そんな中でストロークスは"60年代前後のロックンロール/ガレージ・ロックを現代の若者風にスタイリッシュに解釈"したとも言えるサウンドにより人気を博し、そのようなシーンの中で「ロックの復権」「ロックンロール・リバイバルの旗手」として評された。
これは、ロックミュージックのセールスが黒人音楽勢に押されて危うくなっていたイギリスを中心としたマスメディアによるハイプだ、との見方もあったが、結果的にストロークスは前述のアーティスト以上のリスナーからの支持を勝ち得ることになり、実際にその後のシーンではストロークスに影響を受けて感化された後進バンドが数多く登場した。フランツ・フェルディナンド、アークティック・モンキーズ、カイザー・チーフスなど、大きな成功を収めた2000年代のUKガレージ・ロック/ポストパンクバンドの多くは、ストロークスからの影響を公言している。
楽曲「ラスト・ナイト」は、ローリング・ストーン誌による「ローリング・ストーンの選ぶオールタイム・グレイテスト・ソング500」に於いて478位に選ばれている。

## メンバー
- ジュリアン・カサブランカス（Julian Casablancas） - ボーカル
- ニック・ヴァレンシ（Nick Valensi) - ギター
- アルバート・ハモンドJr. (Albert Hammond Jr.) - ギター
- ニコライ・フレイチュア (Nikolai Fraiture) - ベース
- ファブリツィオ・モレッティ(Fabrizio Moretti) - ドラムス

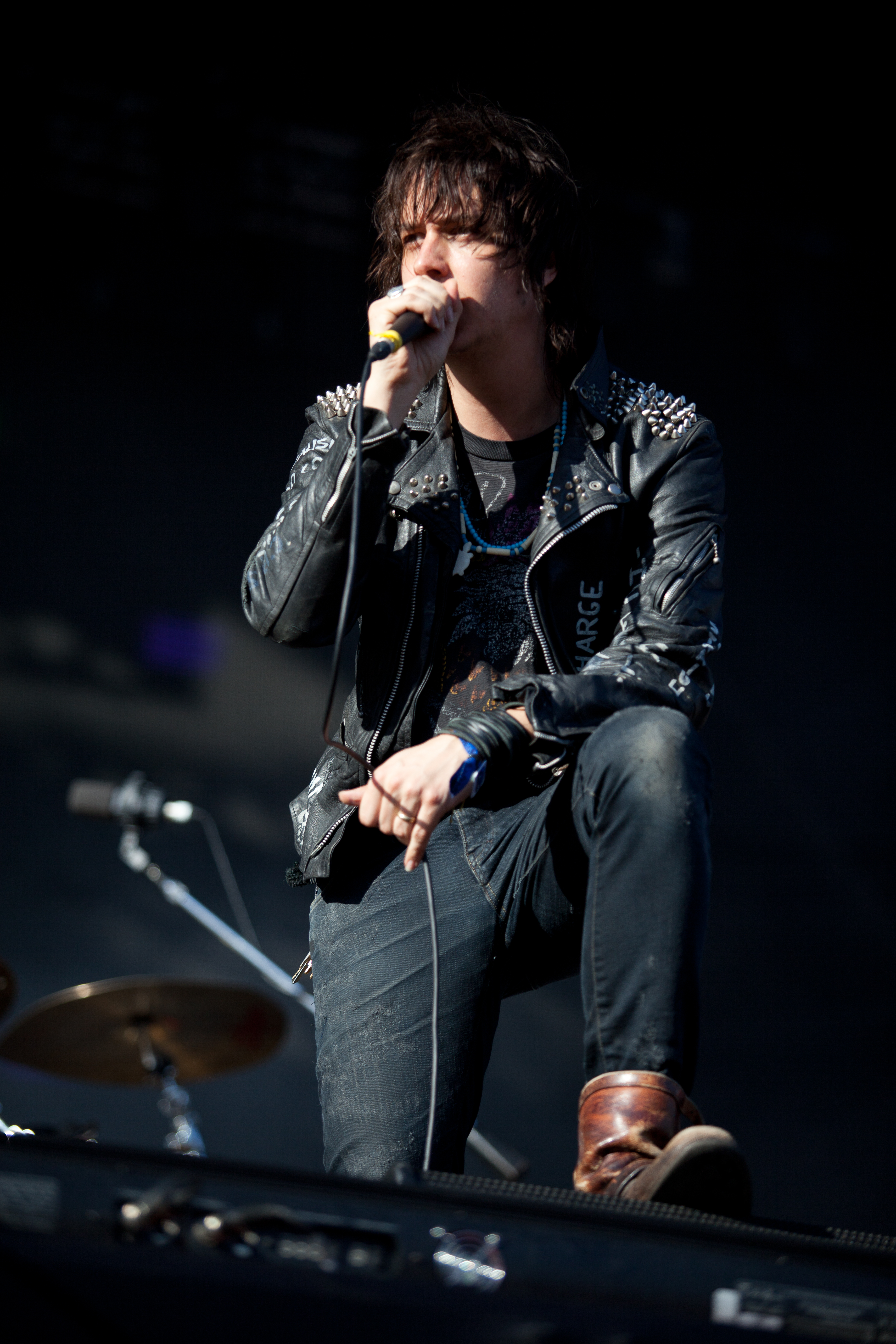
ジュリアン・カサブランカス（ボーカル）
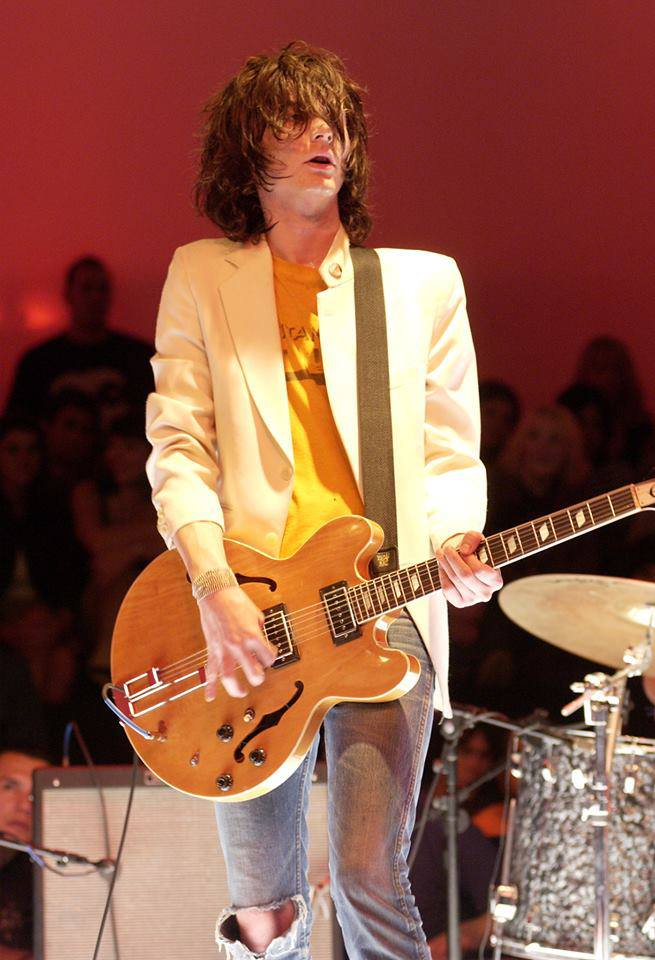
ニック・ヴァレンシ（ギター）
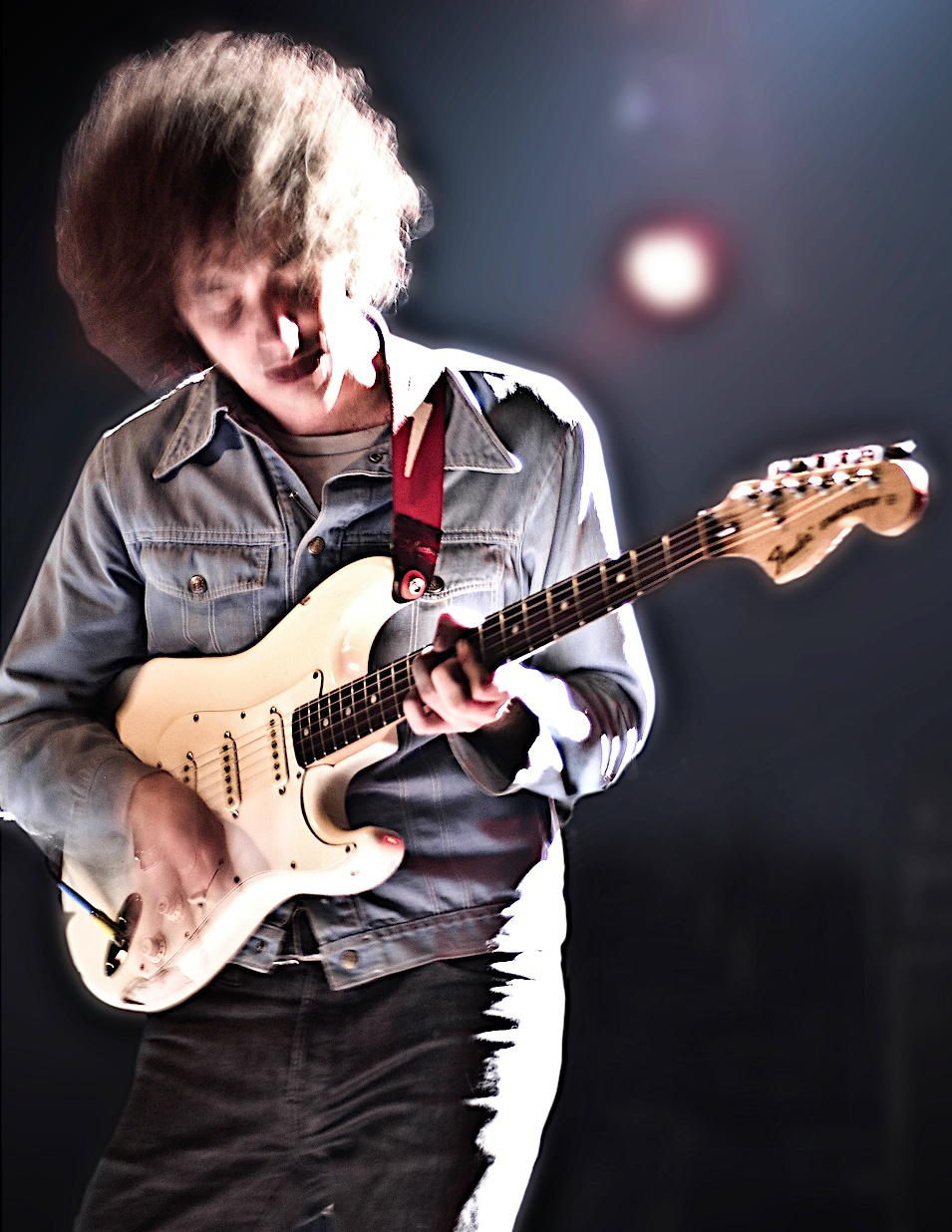
アルバート・ハモンドJr.（ギター）
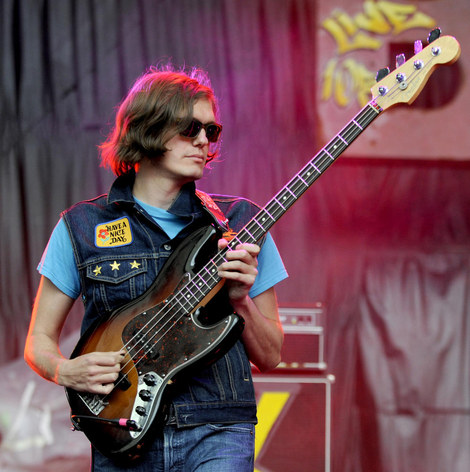
ニコライ・フレイチュア（ベース）
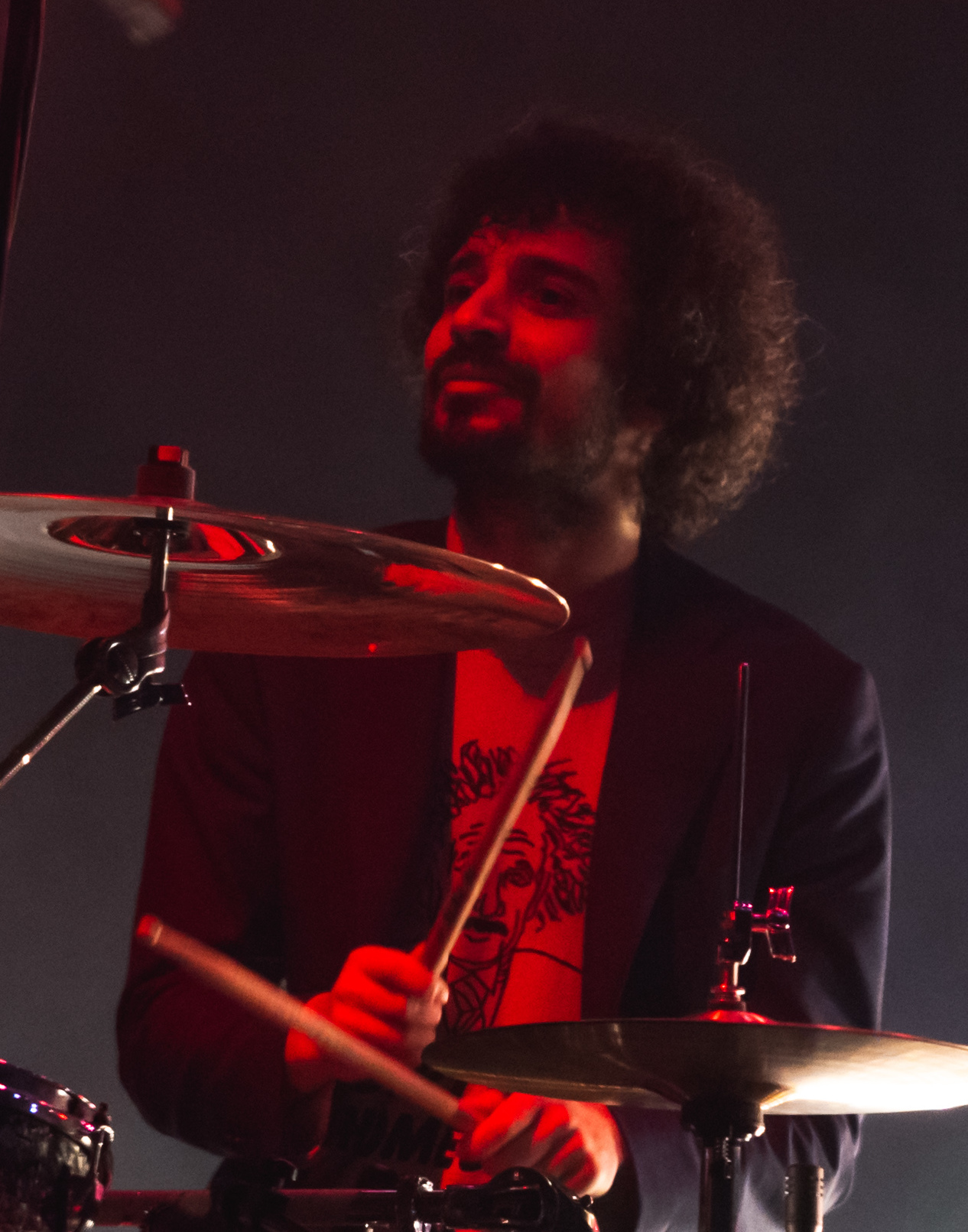
ファブリツィオ・モレッティ（ドラムス）

## ディスコグラフィー

### スタジオアルバム
| タイトル                                                                | 詳細                                                                                              | 最高順位 | 最高順位 | 最高順位 | 最高順位 | 最高順位 | 最高順位 | 最高順位 | 最高順位 | 最高順位 | 最高順位 | 備考                                                                  |
| タイトル                                                                | 詳細                                                                                              | US       | AUS      | AUT      | BEL      | FRA      | GER      | NOR      | NZ       | SWE      | UK       | 備考                                                                  |
| ----------------------------------------------------------------------- | ------------------------------------------------------------------------------------------------- | -------- | -------- | -------- | -------- | -------- | -------- | -------- | -------- | -------- | -------- | --------------------------------------------------------------------- |
| イズ・ディス・イット Is This It [I]                                     | - Released: 2001年8月27日 - Label: Rough Trade (#030), RCA (#68101) - Formats: CD, LP             | 33       | 5        | 35       | 47       | 19       | 13       | 2        | 23       | 3        | 2        | - US: Platinum - AUS: 2 × Platinum - CAN: Platinum - UK: 2 × Platinum |
| ルーム・オン・ファイア Room on Fire                                     | - Released: 2003年10月28日 - Label: Rough Trade (#130), RCA (#55497) - Formats: CD, LP            | 4        | 6        | 14       | 14       | 16       | 5        | 3        | 6        | 6        | 2        | - US: Gold - AUS: Platinum - CAN: Gold - UK: Platinum                 |
| ファースト・インプレッションズ・オブ・アース First Impressions of Earth | - Released: 2006年1月3日 - Label: Rough Trade (#330), RCA (#73177) - Formats: CD, enhanced CD, LP | 4        | 4        | 9        | 21       | 9        | 10       | 22       | 10       | 9        | 1        | - AUS: Gold - FRA: Platinum - UK: Gold                                |
| アングルズ Angles                                                       | - Released: 2011年4月5日 - Label: Rough Trade (#530), RCA - Formats: CD, LP, download             | 4        | 1        | 9        | 18       | 6        | 15       | 15       | 6        | 21       | 3        | - AUS: Platinum - UK: Platinum                                        |
| カムダウン・マシーン Comedown Machine                                   | - Released: 2013年3月26日 - Label: RCA - Formats: CD, LP                                          | 10       | 7        | 21       | 49       | 17       | 50       | 10       | 18       | 28       | 10       |                                                                       |
| ザ・ニュー・アブノーマル The New Abnormal                               | - Released: 2020年4月10日 - Label: Cult, RCA - Formats: CD, LP, cassette, download                | 8        | 21       | 8        | —        | 20       | 12       | —        | 15       | 31       | 3        |                                                                       |

- I^ 写真が卑猥であるとされUSバージョンのみジャケットを差し替えられた。また、"New York City Cops"が"When It Started"に差し替えられている。

### EP
| タイトル                                             | 詳細                                                                                              | 最高順位 | 最高順位 | 最高順位 |
| タイトル                                             | 詳細                                                                                              | CAN      | NOR      | UK       |
| ---------------------------------------------------- | ------------------------------------------------------------------------------------------------- | -------- | -------- | -------- |
| ザ・モダン・エイジ The Modern Age                    | - Release: 2001年1月29日 - Label: Rough Trade (#010), Beggar's Banquet/XL - Formats: CD, 7" vinyl | 20       | 28       | 68       |
| フューチャー・プレゼント・パスト Future Present Past | - Release: 2016年6月3日 - Label: Cult - Formats: LP, download                                     | —        | —        | —        |

## 日本公演
- 2002年
  - 2月12日、大阪 松下IMPホール
  - 2月14日、愛知 名古屋CLUB QUATTRO
  - 2月15日、東京 SHIBUYA-AX
  - 2月16日、東京 Zepp Tokyo
- 2003年
  - 8月2日、大阪 WTCオープンエアスタジアム - SUMMER SONIC OSAKA
  - 8月3日、千葉 QVCマリンフィールド - SUMMER SONIC TOKYO
- 2005年
  - 11月18日、東京 渋谷Duo Music Exchange
- 2006年
  - 7月30日、新潟 苗場スキー場 - Fuji Rock Festival
- 2011年
  - 8月13日、千葉 ZOZOマリンスタジアム - SUMMER SONIC TOKYO
  - 8月14日、大阪 舞洲SONIC PARK - SUMMER SONIC OSAKA
- 2023年
  - 7月28日、新潟 苗場スキー場 - Fuji Rock Festival